# حمود القرني
حمود سالم القرني (مواليد 28 نوفمبر 1994) هو لاعب كرة قدم سعودي يلعب في نادي النهضة.

## مسيرة اللاعب
مثل نادي النصر في الفئات السنية و نادي الوطني ونادي كميت ونادي المجزل ونادي العلا ونادي النهضة.